# انتخابات مجلس شورای اسلامی
انتخابات مجلس شورای اسلامی، انتخاباتی است که برای تعیین نمایندگان مجلس شورای اسلامی است. در نخستین مجلس شورای ملی پس از انقلاب اسلامی، نام این مجلس به مجلس شورای اسلامی تغییر پیدا کرد. سه دوره انتخابات در زمان رهبری سید روح‌الله خمینی انجام پذیرفت و تاکنون نیز نه انتخابات مجلس در زمان رهبری سید علی خامنه‌ای برگزار شده است.
در ایران تعیین صلاحیت کاندیداهای انتخاباتی و نظارت بر انتخابات بر عهده شورای نگهبان می‌باشد.
تاکنون دوازده دوره از این انتخابات برگزار شده‌است؛ انتخابات دورهٔ اول در ۲۴ اسفند ۱۳۵۸ و انتخابات دورهٔ دوازدهم در ۱۱ اسفند ۱۴۰۲ انجام شد.
| مجلس    | تاریخ برگزاری                   | جمعیت واجد شرایط | شمار شرکت‌کنندگان | درصد مشارکت | درصد مشارکت تهران | تعداد داوطلبان |
| اول     | ۲۴ اسفند ۱۳۵۸                   | ۲۰٬۸۵۷٬۳۹۱       | ۱۰٬۸۷۵٬۹۶۹       | ۵۲٫۱۴       | ۶۱                | ۳٬۶۹۴          |
| دوم     | ۲۶ فروردین و ۲۷ اردیبهشت ۱۳۶۳   | ۲۴٬۱۴۳٬۴۹۸       | ۱۵٬۶۰۷٬۳۰۶       | ۶۰٫۶۴       | ۶۰                | ۱٬۵۹۲          |
| سوم     | ۱۹ فروردین و ۲۳ اردیبهشت ۱۳۶۷   | ۲۷٬۹۸۶٬۷۳۶       | ۱۶٬۷۱۴٬۲۸۱       | ۵۱٫۷۲       | ۴۳                | ۱٬۹۹۹          |
| چهارم   | ۲۱ فروردین ۱۳۷۱                 | ۳۲٬۴۶۵٬۵۵۸       | ۱۸٬۷۶۷٬۰۴۲       | ۵۰٫۸۱       | ۳۹                | ۳٬۲۳۳          |
| پنجم    | ۱۸ اسفند ۱۳۷۴                   | ۳۴٬۷۶۳٬۹۲۷       | ۲۴٬۶۸۲٬۳۸۶       | ۷۱          | ۴۲                | ۵٬۳۶۵          |
| ششم     | ۲۹ بهمن ۱۳۷۸ و ۱۶ اردیبهشت ۱۳۷۹ | ۳۸٬۷۲۶٬۴۳۱       | ۲۶٬۰۸۲٬۱۵۷       | ۶۷          | ۴۷                | ۶٬۸۵۳          |
| هفتم    | ۱ اسفند ۱۳۸۲                    | ۴۶٬۳۵۱٬۰۳۲       | ۲۳٬۴۳۸٬۰۳۰       | ۵۱٫۲۱       | ۳۷                | ۸٬۱۷۲          |
| هشتم    | ۲۴ اسفند۱۳۸۶                    | ۴۳٬۸۲۴٬۲۵۴       | ۲۴٬۲۷۹٬۷۱۷       | ۵۰٫۴        | ۳۰                | ۷٬۶۰۰          |
| نهم     | ۱۲ اسفند ۱۳۹۰                   | ۴۸٬۲۸۸٬۷۹۹       | ۳۰٬۸۴۴٬۴۶۲       | ۶۳٫۸۷       | ۴۶                | ۵٬۲۸۳          |
| دهم     | ۷ اسفند ۱۳۹۴ و ۱۰ اردیبهشت ۱۳۹۵ | ۵۴٬۹۱۵٬۰۴        | ۳۳٬۹۵۶٬۶۵۱       | ۶۱٫۶۳       | ۴۸                | ۱۲٬۰۷۲         |
| یازدهم  | ۲ اسفند ۱۳۹۸ و ۲۹ فروردین ۱۳۹۹  | ۵۷٬۹۱۸٬۱۵۹       | ۲۴،۵۱۲،۴۰۴       | ۴۲٫۵۷       | ۲۵٫۴              | ۵٬۲۳۲          |
| دوازدهم | ۱۱ اسفند ۱۴۰۲                   | ۶۱،۱۷۲،۰۰۰       | ۲۵،۰۰۰،۰۰۰       | ۴۱          | ۲۴                |                |

## میزان مشارکت مردمی
تا کنون یازده دوره انتخابات برگزار شده است که میزان مشارکت مردمی در انتخابات مجلس شورای اسلامی به ترتیب از دوره اول ۵۲٫۱۴ درصد به ۴۲٫۵۷ درصد در دوره یازدهم رسیده است.
به‌صورت میانگین و طی این یازده دوره انتخابات مجلس ، نرخ مشارکت در انتخاب مجلس در کل کشور ۵۴/‌‌‌۸۱ درصد و در تهران ۴۳٫۵۶ درصد بوده است. بیش‌ترین میزان مشارکت در انتخابات مجلس پنجم با ۷۱ درصد و کم‌ترین میزان مشارکت در انتخابات مجلس یازدهم با ۴۲٫۵۷ درصد بوده است.